# Kerk van Durgerdam
De Dorpskerk Durgerdam, oorspronkelijk de Hervormde kerk van Durgerdam, is de protestantse kerk in Durgerdam in Amsterdam-Noord. Het kerkgebouw staat niet langs de Durgerdammerdijk, maar iets lager daarachter. De gemeenschap van de Dorpskerk is aangesloten bij de Protestantse Kerk in Nederland.

## Geschiedenis
De kerk werd als Nederlands Hervormde kerk gebouwd in 1840. Het is een zaalvormig kerkgebouw met door lisenen gelede zijmuren, en is vier vensterassen lang. De voorgevel is wit gepleisterd en wordt ondersteund door twee steunberen. Op het zadeldak staat een vierkante dakruiter, met daarin de klokkenstoel. Het interieur bestaat uit een tongewelf en eveneens gepleisterde muren. 
Het kerkgebouw is opgetrokken met gebruikmaking van stenen van de eerste kerk uit 1642 die op dezelfde plek heeft gestaan, maar groter was. Ook andere bouwelementen en voorwerpen stammen uit de oude kerk, dit zijn:
- De eikenhouten preekstoel, met knoppen van ebbenhout en met een koperen doopvont, uit 1646
- Het doophek, eveneens van eikenhout en uit de 17e eeuw stammend, dat moest worden ingekort omdat de huidige kerk minder breed is
- Drie koperen kroonluchters, aangeschaft in 1666 en 1667, elk met zestien kaarshouders
- De luidklok van Pieter Hemony uit 1672
- Een bord ter herinnering aan Gerrit Frederickszoon[1], een van de kapiteins in de Zeeslag bij Duins in 1639[2]

## Orgel
Er is een eenklaviers kabinetorgel van Jan Jacob Vool, van rond 1815. Van 1923 tot 1991 stond dit instrument in de Hervormde kerk te Drunen. Het is gerestaureerd in 1982 door S.F. Blank te Herwijnen.

## Begraafplaats
Het 17e-eeuwse kerkhof is in 1829 door de (burgerlijke) gemeente (toen was dat Ransdorp, in 1921 opgegaan in Amsterdam) overgenomen en is daarmee sindsdien een algemene begraafplaats. Het is als "dorpskerkhof" gereserveerd voor mensen die een band met Durgerdam hebben.

## Galerij

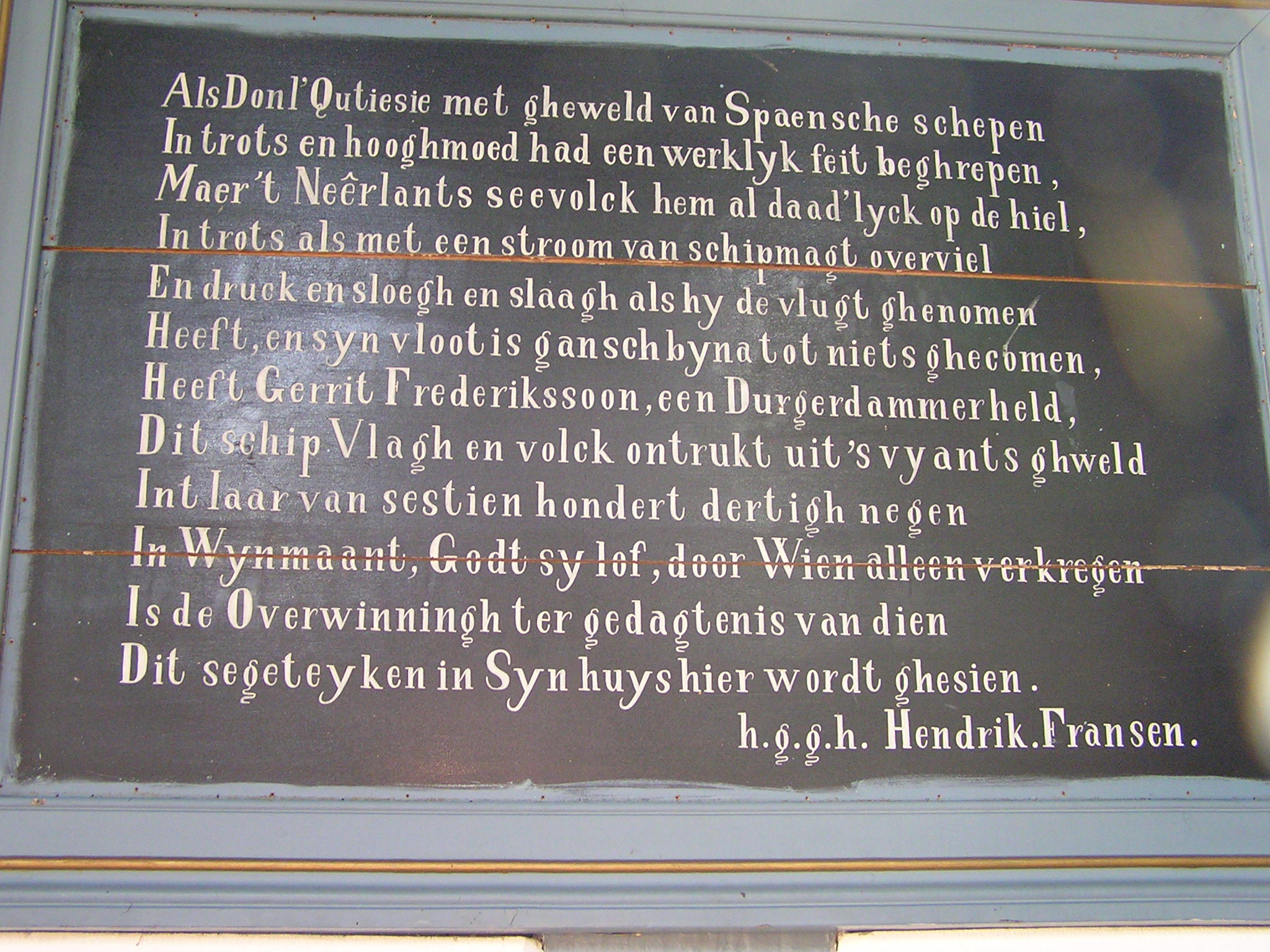
Het gedenkbord in de kerk
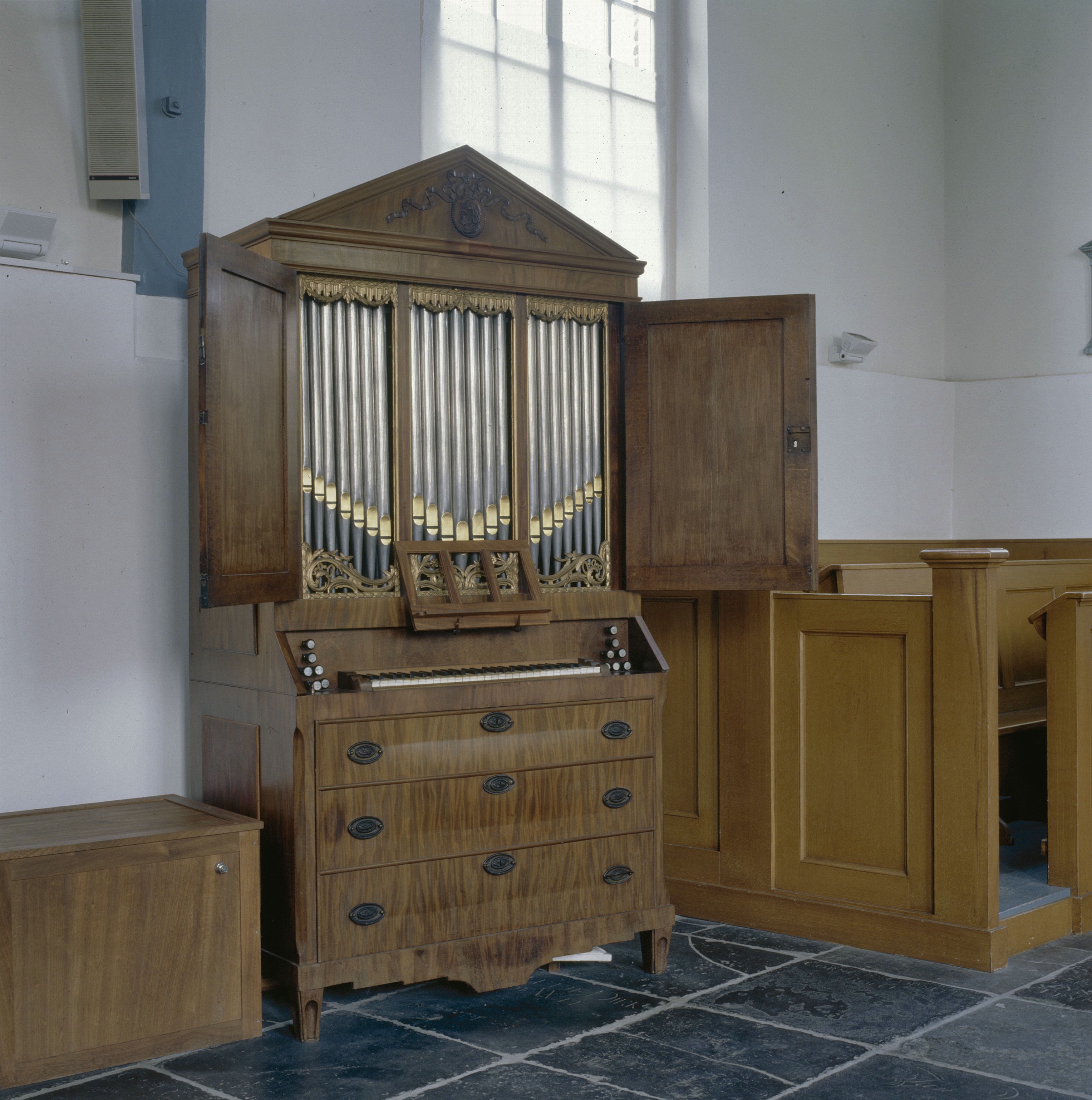
Het kabinetorgel